# Déborah Gyurcsek
Déborah Gyurcsek (ur. 7 grudnia 1978) – urugwajska lekkoatletka, która specjalizowała się w skoku o tyczce.

## Osiągnięcia
- brązowy medal igrzysk panamerykańskich (Winnipeg 1999)
- wielokrotna medalistka mistrzostw Ameryki Południowej

W 2000 reprezentowała Urugwaj podczas igrzysk olimpijskich w Sydney. 21. miejsce w eliminacjach nie dało jej awansu do finału.

## Rekordy życiowe
- skok o tyczce – 4,23 (2000) rekord Urugwaju
- skok o tyczce (hala) – 3,95 (2004) rekord Urugwaju